# François Gomès
Pour les articles homonymes, voir Gomès.
François Gomès, né le 12 octobre 1973 en région parisienne, est un dessinateur de bande dessinée et illustrateur jeunesse français.

## Œuvre

### Collectifs d'illustrations
- 62 auteurs de Boulogne Dessiné, dessins collectifs, Les Amis de la B.D., 2010  (ISBN 978-2-9537801-0-9)
- Soleil Productions
- Lanfeust par ses amis, dessins collectifs, Soleil Productions, 2005  (ISBN 2-84565-039-6)
- Les korrigans, dessins collectifs, Soleil Productions, 2006  (EAN 200-0-00-941604-6)
- Les fées, dessins collectifs, Soleil Productions, 2007 couleurs Bruno Stambecco  (EAN 200-0-00-941604-6)
- Les sirènes, dessins collectifs, Soleil Productions, 2008  (EAN 200-0-00-941604-6)
- tiki machine
- Clash Of The Classics, dessins collectifs,  (ISBN 978-061549510-1)
- Illustrated Legends of the Old West, dessins collectifs, couleurs Carol Ann Banuls  (ISBN 978-061565028-9)
- Deus Libris: An Illustrated Collection, dessins collectifs,  (ISBN 978-061549510-1)
- Monster Mythos: A Folklore Bestiary, dessins collectifs,  (ISBN 978-061539785-6)
- 90 par toutatis  (2017), Tonnerre de Bulles
- Les bikers ont du cœur T1 (2019) , chez un point c'est tout.

### Albums de bande dessinée
- Les Contes du Korrigan, Soleil Productions, collection Soleil Celtic

4. Livre quatrième : La pierre de justice, scénario de Ronan et Erwan Le Breton, dessins de Serge Fino, Guy Michel, Mika et François Gomès, 2004  (ISBN 2-84565-781-1)
5. Livre cinquième : L'Île d'Émeraude, scénario de Ronan et Erwan Le Breton, dessins de Serge Fino, Jean-Marie Minguez, Stéphane Bileau et François Gomès, 2004  (ISBN 2-84565-885-0)
6. Livre sixième: Au pays des Highlands, scénario de Ronan et Erwan Le Breton, dessins de Xavier Fourquemin, Christophe Babonneau et François Gomès, 2005  (ISBN 2-84565-997-0)
7. Livre septième : L'Assemblée des Bardes, scénario Christophe Lacroix, Ronan et Erwan Le Breton, dessins de Stevan Roudaut, Guy Michel, Sandro et François Gomes, 2006  (ISBN 2-84946-451-1)
8. Livre huitième : Les Noces féeriques, scénario de Jean-Luc Istin, Ronan et Erwan Le Breton, dessins de Christophe Babonneau, Stéphane Bileau, Dub et François Gomes, 2006  (ISBN 2-84946-604-2)
- Les Terres de Sienn, scénario de Jean-Luc Istin et Nicolas Pona, couleur de Stambecco ,Soleil Productions

1. L'Héritage de Yarlig, 2008  (ISBN 978-2-302-00103-9)
2. Le Souffle d'absynthe, 2009  (ISBN 978-2-302-00374-3)
3. La Vie des morts, 2013  (ISBN 978-2-302-01291-2)

- bdforce
- Champagne contre champagne
- Préjugés
- Coup de foudre au Locle
- Brocéliande " le miroir aux fée " 2018 , scénario de Sylvain Cordurié , couleur de Elodie Jaquemoire ,Soleil production
- Brocéliande " le hêtre du voyageur " 2019 ,scénario de Nicolas Jarry, couleur de Elodie Jaquemoire, Soleil production
- Caen t2 De François de Malherbe à nos jours, 2019, collectif bd, Scénariste(s) DJIAN JEAN-BLAISE ,Coloriste CHIARA DI FRANCIA
- Castlewitch T1 les monstres imaginaires , 2023 , Scénariste Nicolas Jarry, coloriste Sandrine Cordurié
- Castlewitch T2 le grand effaroucheur , 2024 , Scénariste Nicolas Jarry, coloriste Sandrine Cordurié
- Castlewitch T3 Nécromalificum , 2025 , Scénariste Nicolas Jarry, coloriste Sandrine Cordurié

### Livres jeunesse
- Entre ciel et cimes, Denis Consigny (Auteur), François Gomes (Illustration) - Roman adolescent dès 12 ans (broché). Paru en 11/2007 aux éditions du pré du plain - collection hautes herbes }
- Entre terre et signes, Denis Consigny (Auteur), François Gomes (Illustration) - Roman adolescent dès 12 ans (broché). Paru en 11/2008 aux éditions du pré du plain - collection hautes herbes }
- Tom Patate, Graine2

1. La société secrète des Granmanitous, Emmanuelle Maisonneuve  (Auteur), François Gomes (Illustration) - Roman adolescent dès 9 ans (broché). Paru en 09/2009  (ISBN 9782917537237)
2. Le pays caché d'Alba Spina, Emmanuelle Maisonneuve  (Auteur), François Gomes (Illustration) - Roman adolescent dès 9 ans (broché). Paru en 04/2011  (ISBN 2917537337)
3. Eïlandihis ou les monnes en furie, Emmanuelle Maisonneuve  (Auteur), François Gomes (Illustration) - Roman adolescent dès 9 ans (broché). Paru en 09/2011  (ISBN 2917537396)
- Le Mystère des Cinq Soleils d'Égypte, Jean-Michel Jakobowicz (Auteur), François Gomes (Illustrations), Thibault Prugne (Illustrations)  - Roman adolescent dès 9 ans (broché). Paru en 10/2012 aux éditions Hachette jeunesse - collection Mes Poches Deux Coqs d'Or,  (ISBN 2013935765)
- Les voyages extraordinaires de Benjamin Thénor Ronan Le Breton (Auteur), François Gomes (Illustration) - Roman graphique mélangeant BD, illustrations et textes dès 6 ans (broché). Paru en juin/2013 aux éditions graine2  (ISBN 2917537841)